# 969 в Україні
969 в Україні — це перелік головних подій, що відбулись у 969 році на території сучасних українських земель.

## Події
- Початок другого Балканського походу київського князя Святослава.